# Neottia meifongensis
Neottia meifongensis är en orkidéart som först beskrevs av Horng Jye Su och C.Y.Hu, och fick sitt nu gällande namn av T.C.Hsu och Shih Wen Chung. Neottia meifongensis ingår i släktet näströtter, och familjen orkidéer. Inga underarter finns listade i Catalogue of Life.